# Skyliners Frankfurt 2015-2016
Questa voce raccoglie le informazioni riguardanti gli Skyliners Frankfurt nelle competizioni ufficiali della stagione 2015-2016.

## Stagione
La stagione 2015-2016 dei Skyliners Frankfurt è la 17ª nel massimo campionato tedesco di pallacanestro, la Basketball-Bundesliga.

## Roster
Aggiornato al 14 luglio 2019.
| Fraport Skyliners 2015-16 | Fraport Skyliners 2015-16 |
| Giocatori                 | Staff tecnico             |
| ------------------------- | ------------------------- |

| N. | Naz.                                       | Ruolo | Nome                  | Anno | Alt.   | Peso   |  |
| -- | ------------------------------------------ | ----- | --------------------- | ---- | ------ | ------ |  |
| 7  | Germania (bandiera)                        | P     | Konstantin Klein      | 1991 | 187 cm | 86 kg  |  |
| 8  | Germania (bandiera)                        | AG    | Tim Oldenburg         | 1992 | 202 cm | 90 kg  |  |
| 9  | Stati Uniti (bandiera)                     | P     | John Little           | 1984 | 182 cm | 88 kg  |  |
| 10 | Germania (bandiera)                        | P     | Max Merz              | 1994 | 183 cm | 80 kg  |  |
| 12 | Germania (bandiera)                        | AP    | Stefan Ilzhöfer       | 1995 | 200 cm | 85 kg  |  |
| 13 | Germania (bandiera)                        | P     | Garai Zeeb            | 1997 | 186 cm | 80 kg  |  |
| 17 | Germania (bandiera)                        | C     | Johannes Voigtmann    | 1992 | 211 cm | 115 kg |  |
| 21 | Germania (bandiera)                        | AC    | Danilo Barthel        | 1991 | 208 cm | 109 kg |  |
| 22 | Germania (bandiera)                        | AG    | Johannes Richter      | 1993 | 205 cm | 98 kg  |  |
| 23 | Stati Uniti (bandiera)                     | G     | Quantez Robertson (C) | 1984 | 188 cm | 93 kg  |  |
| 24 | Stati Uniti (bandiera)                     | C     | Mike Morrison         | 1989 | 206 cm | 101 kg |  |
| 25 | Stati Uniti (bandiera)                     | P     | Jordan Theodore       | 1989 | 183 cm | 89 kg  |  |
| 30 | Canada (bandiera) · Regno Unito (bandiera) | PG    | Philip Scrubb         | 1992 | 194 cm | 84 kg  |  |
| 33 | Lituania (bandiera)                        | G     | Tomas Dimša           | 1994 | 196 cm | 82 kg  |  |
| 41 | Germania (bandiera)                        | AG    | Niklas Kiel           | 1997 | 207 cm | 101 kg |  |
| 42 | Canada (bandiera) · Paesi Bassi (bandiera) | AP    | Aaron Doornekamp      | 1985 | 201 cm | 96 kg  |  |
| 45 | Stati Uniti (bandiera)                     | P     | Travis Thompson       | 1991 | 188 cm | 78 kg  |  |
| 50 | Germania (bandiera)                        | G     | Lennart Okeke         | 1996 | 191 cm | 84 kg  |  |
| 51 | Germania (bandiera)                        | G     | Jamin Knothe          | 1996 | 195 cm | 85 kg  |  |

| Allenatore                                                          |
| - / Gordon Herbert                                                  |
| Assistente/i                                                        |
| - Klaus Perwas Legenda - (C) Capitano - (IN) Inattivo - Infortunato |

## Mercato

### Sessione estiva
| Acquisti | Acquisti        | Acquisti          | Acquisti      | Acquisti |
| R.       | Nome            | da                | Modalità      |          |
| -------- | --------------- | ----------------- | ------------- | -------- |
| P        | John Little     | R. Ludwigsburg    | definitivo    |          |
| P        | Jordan Theodore | Bourg-en-Bresse   | definitivo    |          |
| G        | Tomas Dimša     | Žalgiris Kaunas   | fine prestito |          |
| P        | Travis Thompson | Alaska Seawolves  | definitivo    |          |
| P        | Garai Zeeb      | Eisb. Bremerhaven | definitivo    |          |

| Cessioni | Cessioni       | Cessioni          | Cessioni       | Cessioni |
| R.       | Nome           | a                 | Modalità       |          |
| -------- | -------------- | ----------------- | -------------- | -------- |
| AP       | Kevin Bright   | Norimberga        | fine contratto |          |
| G        | Sean Armand    | İstanbul B.B.     | fine contratto |          |
| P        | Justin Cobbs   | İstanbul B.B.     | fine contratto |          |
| AG       | Jacob Burtschi | Soles de Mexicali | fine contratto |          |
| G        | Mikko Koivisto | Bisons Loimaa     | fine contratto |          |

### Dopo l'inizio della stagione
| Acquisti | Acquisti      | Acquisti  | Acquisti       | Acquisti |
| R.       | Nome          | da        | Data           | Modalità |
| -------- | ------------- | --------- | -------------- | -------- |
| PG       | Philip Scrubb | AEK Atene | 7 gennaio 2016 | prestito |

| Cessioni | Cessioni | Cessioni | Cessioni | Cessioni |
| R.       | Nome     | a        | Data     | Modalità |
| -------- | -------- | -------- | -------- | -------- |